# Supermarine Sea King
Il Supermarine Sea King era un idrocaccia a scafo centrale, biplano, realizzato dall'azienda britannica Supermarine Aviation Works negli anni venti del ventesimo secolo.
Non trovò mai impiego operativo ma tramite una modifica al secondo, ed ultimo, degli esemplari costruiti diede origine al Supermarine Sea Lion II, vincitore dell'edizione del 1922 della Coppa Schneider.

## Storia del progetto
Nel corso del 1919 la Supermarine iniziò lo sviluppo di un caccia idrovolante monoposto che riprendeva le linee del Supermarine Baby. In parallelo venne sviluppata anche la versione per le competizioni (che sarebbe divenuta nota come Sea Lion).
Si trattava di un biplano con struttura in legno, propulso da un motore Beardmore 160 hp (a sei cilindri in linea) disposto in posizione spingente, che venne portato in volo all'inizio del 1920. Questo stesso esemplare, in un secondo momento, venne modificato mediante la sostituzione del motore con un Siddeley Puma da 250 hp (anche in questo caso si trattava di un sei cilindri in linea).
All'inizio del 1921 Reginald Joseph Mitchell, nel frattempo divenuto responsabile della progettazione dei velivoli della Supermarine, mise mano ad una rivisitazione del progetto: il risultato finale, definito Sea King II, differiva dal primo velivolo per l'impiego del motore Hispano-Suiza 8, un 8 cilindri a V che erogava una potenza di 300 hp e per la configurazione anfibia che vedeva la presenza del carrello d'atterraggio; questo durante il volo e le manovre in acqua veniva retratto al di sopra della linea di galleggiamento.
L'idea dei vertici della Supermarine era di proporre alla Royal Air Force (la Fleet Air Arm sarebbe nata solo nel 1924) un mezzo in grado di operare sia da basi a terra che dalle portaerei (o dalle altre unità della flotta, in grado di lanciare i velivoli dalle catapulte). Il Sea King avrebbe potuto operare sia come scout che, armato con una mitragliatrice posizionata all'estrema prua, come caccia. In particolare per svolgere al meglio quest'ultimo ruolo il velivolo poteva contare sulle doti di estrema maneggevolezza messe in mostra durante le prime prove in volo.
L'Air Ministry nel corso del 1922 emise una specifica (la n°6/22) che richiedeva un caccia con il quale sostituire il Gloster Nightjar all'epoca in servizio; il nuovo velivolo avrebbe dovuto essere motorizzato con un motore radiale Armstrong Siddeley Jaguar oppure Bristol Jupiter. La scelta sarebbe successivamente caduta sul Fairey Flycatcher ed alla Supermarine non restò che riconvertire il Sea King, per altro con successo, in velivolo da competizione.